# Norwich Castle
Norwich Castle är ett slott i Storbritannien.   Det ligger i grevskapet Norfolk och riksdelen England, i den sydöstra delen av landet, 160 km nordost om huvudstaden London. Norwich Castle ligger 30 meter över havet.
Terrängen runt Norwich Castle är platt. Runt Norwich Castle är det ganska tätbefolkat, med 124 invånare per kvadratkilometer. Närmaste större samhälle är Norwich, 0,16 km sydost om Norwich Castle. Trakten runt Norwich Castle består till största delen av jordbruksmark.